# Tricarpelema philippense
Tricarpelema philippense là một loài thực vật có hoa trong họ Commelinaceae. Loài này được (Panigrahi) Faden miêu tả khoa học đầu tiên năm 1991.